# Лос-Аркос (Техас)
Лос-Аркос (англ. Los Arcos) — переписна місцевість (CDP) в США, в окрузі Вебб штату Техас. Населення — 83 особи (2020).

## Географія
Лос-Аркос розташований за координатами 27°36′52″ пн. ш. 99°12′38″ зх. д. / 27.61444° пн. ш. 99.21056° зх. д. (27.614419, -99.210488).  За даними Бюро перепису населення США в 2010 році переписна місцевість мала площу 0,53 км², уся площа — суходіл.

## Демографія
Згідно з переписом 2010 року, у переписній місцевості мешкало 127 осіб у 27 домогосподарствах у складі 25 родин. Густота населення становила 238 осіб/км².  Було 44 помешкання (82/км²).
Расовий склад населення:
| - 93,7 % — білих - 6,3 % — осіб інших рас |

До двох чи більше рас належало 0,0 %. Частка іспаномовних становила 100,0 % від усіх жителів.
За віковим діапазоном населення розподілялося таким чином: 52,0 % — особи молодші 18 років, 44,9 % — особи у віці 18—64 років, 3,1 % — особи у віці 65 років та старші. Медіана віку мешканця становила 17,5 року. На 100 осіб жіночої статі у переписній місцевості припадало 108,2 чоловіків;  на 100 жінок у віці від 18 років та старших — 96,8 чоловіків також старших 18 років.
Цивільне працевлаштоване населення становило 24 особи. Основні галузі зайнятості: освіта, охорона здоров'я та соціальна допомога — 33,3 %, будівництво — 33,3 %.